# 今井芳昭
今井 芳昭（いまい よしあき、1958年 - ）は、日本の心理学者。慶應義塾大学文学部人文社会学科人間関係系教授。日本心理学会優秀論文賞受賞。

## 人物・経歴
埼玉県生まれ。1981年学習院大学文学部心理学科卒業。1987年日本学術振興会特別研究員。1988年東京大学大学院社会学研究科社会心理学専門課程単位取得退学、流通経済大学社会学部専任講師。1992年流通経済大学社会学部助教授、博士（社会学）。1998年流通経済大学社会学部教授。1999年日本心理学会優秀論文賞受賞。2005年東洋大学社会学部教授。2007年専門社会調査士。2008年法務省家庭裁判所調査官補採用Ⅰ種試験専門試験（論文式）作問委員。2011年慶應義塾大学文学部教授、日本社会心理学会常任理事・事務局長。

## 著書
- 『影響力を解剖する : 依頼と説得の心理学』福村出版 1996年
- 『エミネント・ホワイト : ホワイトカラーへの産業・組織心理学からの提言』（小口孝司, 楠見孝と共編著）北大路書房 2003年
- 『依頼と説得の心理学 : 人は他者にどう影響を与えるか』サイエンス社 2006年
- 『仕事のスキル : 自分を活かし, 職場を変える』（小口孝司, 楠見孝と共編著）北大路書房 2009年
- 『影響力 : その効果と威力』光文社 2010年
- 『心理学から見る日常生活』（編著）八千代出版 2011年
- 『説得力 : 社会心理学からのアプローチ』新世社 2018年
- 『影響力の解剖 : パワーの心理学』福村出版 2020年